# استراب
استراب یک لغت با ریشه ی پارسی باستان  و پارسی میانه (پهلوی) و به معنای ستاره ‏ی آبهاست . اِستر (ester) در زبان پهلوی  به معنای ستاره است که اینجا در کنار آب قرار گرفته است. ایرانیان باستان اعتقاد داشتند که ستاره آناهید (چشمگیرترین و زیباترین ستاره آسمان) و رود آمودریا (همان جیحون که پرآب ترین و طولانی ترین رود ایران باستان بوده است) از امتداد شرق ایران برخاسته اند (از دید ناظر زمینی) و هر دو در یک امتداد به سمت غرب حرکت میکردند. این پدیده موجب شد که ایرانیان باستان  نیروی حاکم بر این رود و ستاره آناهید را یکی بدانند. از همین رو نیایشگاه‏های آناهید را در کنار جوی‏ها و چشمه‏ها می‏ساختند بنابراین اِستراب را  منسوب به ستاره‏ی آبهای روان یا ایزدبانوی بزرگ آبها (آناهید یا آناهیتا) می دانستند و اعتقاد داشتند اِستر یا ستاره(نماد روشنایی) و آب از یک چشمه اند و می گفتند آب روشنایی است وآناهید را ستاره  همه‌ی آبهای روان میدانستند که مردم برای افزایش آبها از او تقاضای یاری میکردند و به نوعی آن را سرچشمه همه‏ی باروری ‏ها و رویش‏ها می‏دانستند. به همین دلیل سرزمین هایی آباد که آب زلال و رود جاری داشتند و دارای عمارت بودند را «اِستراب» (یعنی محلی  که راستای حرکت ستاره آناهید و نیروی حاکم برآن موجب جاری شدن آب و آبادی شده) می‏نامیدند . همچنانکه در قدیم آستارا و مناطق آنسوی رودیان(سفید رود) گیلان را نیز اِستراب می‏نامیدند. اِستِراب(esterab) بصورت اِستَراب(estarab) نیز گاهی خوانده شده است.